# Morti nel 1932
| Questa pagina contiene informazioni ricavate automaticamente dalle voci biografiche con l'ausilio del template Bio e di un bot. L'aggiornamento è periodico e automatico e ricostruisce completamente la pagina. Se manca una persona in questa lista, sei pregato di non aggiungerla, ma accertati piuttosto che la sua voce biografica contenga il template Bio e che i dati anagrafici siano correttamente compilati. Se il template Bio manca, inseriscilo tu stesso o, in alternativa, metti l'avviso {{tmp\|Bio}} che ne segnala la mancanza. Se i dati riportati sono sbagliati, correggi direttamente la voce biografica; le modifiche saranno visibili in questa lista entro pochi giorni. Per chiarimenti vedi il progetto biografie. La lista contiene solo le 691 persone che sono citate nell'enciclopedia e per le quali è stato implementato correttamente il template Bio. Pagina aggiornata al 26 lug 2025. |

## Gennaio(48)
- 1º gennaio - Georg Goetz, filologo classico tedesco (n. 1849)
- 1º gennaio - Stéphane Gsell, archeologo e storico francese (n. 1864)
- 1º gennaio - Gastone Monaldi, attore e drammaturgo italiano (n. 1882)
- 2 gennaio - Giuseppe Lando Passerini, bibliotecario e critico letterario italiano (n. 1858)
- 2 gennaio - Paul Marie Cesar Gerald Pau, generale francese (n. 1848)
- 4 gennaio - Fanny Midgley, attrice statunitense (n. 1879)
- 5 gennaio - George Forrest, botanico scozzese (n. 1873)
- 7 gennaio - Cesare Alberti, calciatore italiano (n. 1900)
- 7 gennaio - André Maginot, militare e politico francese (n. 1877)
- 7 gennaio - Alyce McCormick, attrice statunitense (n. 1904)
- 7 gennaio - Albertha Spencer-Churchill, duchessa di Marlborough, nobile britannica (n. 1847)
- 7 gennaio - John Wodehouse, II conte di Kimberley, nobile e politico inglese (n. 1848)
- 8 gennaio - Arthur Goodyer, calciatore inglese (n. 1854)
- 8 gennaio - Eurosia Fabris Barban, beata italiana (n. 1866)
- 9 gennaio - Riccardo Carlesi, vescovo cattolico italiano (n. 1869)
- 9 gennaio - Amédée Dubois de La Patellière, pittore francese (n. 1890)
- 9 gennaio - William M. Nicholson, ammiraglio britannico (n. 1863)
- 11 gennaio - Lina Borgo Guenna, pedagogista italiana (n. 1869)
- 12 gennaio - Alfred Louis Delattre, archeologo e presbitero francese (n. 1850)
- 12 gennaio - Daniël Noteboom, scacchista olandese (n. 1910)
- 12 gennaio - Ferruccio Zambonini, mineralogista italiano (n. 1880)
- 13 gennaio - Ernest Mangnall, allenatore di calcio inglese (n. 1866)
- 14 gennaio - Jurij Larin, rivoluzionario, politico e economista russo (n. 1882)
- 15 gennaio - Peter Bryce, medico e scrittore canadese (n. 1853)
- 15 gennaio - Pietro Delogu, giurista italiano (n. 1857)
- 15 gennaio - Georg Kerschensteiner, pedagogista tedesco (n. 1854)
- 16 gennaio - Italo Cristalli, tenore italiano (n. 1879)
- 18 gennaio - Guido Cinotti, pittore e decoratore italiano (n. 1870)
- 18 gennaio - Attilio Monaco, diplomatico, orientalista e storico italiano (n. 1858)
- 18 gennaio - Evgenij Nikolaevič Čirikov, scrittore russo (n. 1864)
- 19 gennaio - Antonio Ballero, pittore, scrittore e fotografo italiano (n. 1864)
- 19 gennaio - Sol Plaatje, scrittore sudafricano (n. 1876)
- 20 gennaio - Franz Ries, violinista e compositore tedesco (n. 1846)
- 21 gennaio - Raffaello Piccoli, scrittore, poeta e traduttore italiano (n. 1886)
- 21 gennaio - Lytton Strachey, scrittore, critico letterario e saggista britannico (n. 1880)
- 24 gennaio - Hermine Rheinberger, scrittrice e poetessa liechtensteinese (n. 1864)
- 25 gennaio - Maximilian von Frey, fisiologo austriaco (n. 1852)
- 25 gennaio - Ernst Friedberger, immunologo e igienista tedesco (n. 1875)
- 26 gennaio - Edward Stinson, aviatore statunitense (n. 1893)
- 27 gennaio - Jules Charpentier, tiratore a volo francese (n. 1879)
- 27 gennaio - Mario Nunes Vais, fotografo italiano (n. 1856)
- 28 gennaio - Feliciano Ama, rivoluzionario salvadoregno (n. 1881)
- 28 gennaio - Poldowski, compositrice e pianista britannica (n. 1879)
- 29 gennaio - Pierre Carrier-Belleuse, pittore francese (n. 1851)
- 29 gennaio - Gaele Covelli, pittore italiano (n. 1872)
- 30 gennaio - Lazzaro Donati, banchiere italiano (n. 1845)
- 30 gennaio - Walter P. Lewis, attore statunitense (n. 1866)
- 31 gennaio - Enrico Butti, scultore italiano (n. 1847)

## Febbraio(58)
- 1º febbraio - Agustín Farabundo Martí, politico e rivoluzionario salvadoregno (n. 1893)
- 2 febbraio - Vittore Deliliers, tenore italiano (n. 1849)
- 2 febbraio - Alexander Maunder, tiratore a segno britannico (n. 1861)
- 4 febbraio - Howard Blackburn, marinaio canadese (n. 1859)
- 5 febbraio - Arturo Di Donato, pittore italiano (n. 1880)
- 5 febbraio - Barney Dreyfuss, dirigente sportivo statunitense (n. 1865)
- 6 febbraio - Hermann Ottomar Herzog, pittore tedesco (n. 1832)
- 6 febbraio - Augusto Leguía y Salcedo, politico peruviano (n. 1863)
- 7 febbraio - Charles Janet, chimico francese (n. 1849)
- 7 febbraio - Luis Menéndez Pidal, pittore e decoratore spagnolo (n. 1861)
- 7 febbraio - Pierre Moussette, velista francese (n. 1861)
- 8 febbraio - Jean César Graziani, generale francese (n. 1859)
- 8 febbraio - Ferry Sikla, attore e regista tedesco (n. 1865)
- 8 febbraio - Vincent Coll, mafioso e criminale irlandese (n. 1908)
- 9 febbraio - Paul Neumann, nuotatore austriaco (n. 1875)
- 10 febbraio - Edgar Wallace, scrittore, giornalista e drammaturgo britannico (n. 1875)
- 11 febbraio - Eugenio Martínez, generale messicano (n. 1866)
- 12 febbraio - Charles Le Goffic, poeta, romanziere e critico letterario francese (n. 1863)
- 13 febbraio - Ignazio Elia III, arcivescovo ortodosso ottomano (n. 1867)
- 15 febbraio - Minnie Maddern Fiske, attrice, regista e produttrice teatrale statunitense (n. 1865)
- 15 febbraio - Antonio Venditti, politico italiano (n. 1858)
- 16 febbraio - Julian Borchardt, politico e giornalista tedesco (n. 1868)
- 16 febbraio - Ferdinand Buisson, politico francese (n. 1841)
- 16 febbraio - Gustave-Auguste Ferrié, ingegnere e generale francese (n. 1868)
- 16 febbraio - Cesare Poma, diplomatico, numismatico e storico italiano (n. 1862)
- 16 febbraio - Jozsef Wolfner, editore, mecenate e collezionista d'arte ungherese (n. 1856)
- 17 febbraio - Albert Johnson, criminale canadese
- 17 febbraio - Florence Kelley, politica statunitense (n. 1859)
- 18 febbraio - Federico Augusto III di Sassonia, re (n. 1865)
- 18 febbraio - Nurettin Pascià, militare ottomano (n. 1873)
- 18 febbraio - Josef Rodenstock, imprenditore tedesco (n. 1846)
- 19 febbraio - Adelaide Herrmann, illusionista e attrice inglese (n. 1853)
- 20 febbraio - Georges Casanova, schermidore francese (n. 1890)
- 20 febbraio - Pietro Mastri, poeta e avvocato italiano (n. 1868)
- 20 febbraio - Carolina Matilde di Schleswig-Holstein-Sonderburg-Augustenburg, principessa danese (n. 1860)
- 21 febbraio - Maurice de Bunsen, diplomatico inglese (n. 1852)
- 21 febbraio - Gösta Löfgren, calciatore finlandese (n. 1891)
- 21 febbraio - James Mercer, matematico britannico (n. 1883)
- 21 febbraio - Giulio Pagliano, pittore italiano (n. 1882)
- 22 febbraio - Johanna Gadski, soprano tedesco (n. 1872)
- 23 febbraio - Giovanni Giusti del Giardino, ufficiale italiano (n. 1877)
- 23 febbraio - Julieta Lanteri, politica e medico argentino (n. 1873)
- 23 febbraio - László Lukács, politico ungherese (n. 1850)
- 24 febbraio - Ernesto Mombelli, generale e politico italiano (n. 1867)
- 25 febbraio - Hartmann Grisar, religioso e storico tedesco (n. 1845)
- 25 febbraio - Antonio Sarno, filosofo italiano (n. 1887)
- 26 febbraio - Arrigo Del Rigo, pittore e disegnatore italiano (n. 1908)
- 26 febbraio - Alessandro Limongelli, architetto egiziano (n. 1890)
- 26 febbraio - Albert Mathiez, storico francese (n. 1874)
- 26 febbraio - Frank Watt, allenatore di calcio e arbitro di calcio scozzese (n. 1854)
- 27 febbraio - Dicky Owen, rugbista a 15 britannico (n. 1876)
- 28 febbraio - Zoltán Ambrus, letterato ungherese (n. 1861)
- 28 febbraio - Guillaume Bigourdan, astronomo francese (n. 1851)
- 29 febbraio - Cosimo Canovetti, ingegnere italiano (n. 1857)
- 29 febbraio - Ramon Casas, pittore spagnolo (n. 1866)
- 29 febbraio - George Claridge Druce, botanico inglese (n. 1850)
- 29 febbraio - Vladimir Michajlovič Golicyn, politico russo (n. 1847)
- 29 febbraio - Giuseppe Vitali, matematico italiano (n. 1875)

## Marzo(64)
- 1º marzo - Dino Campana, poeta italiano (n. 1885)
- 1º marzo - Librado Rivera, giornalista e politico messicano (n. 1864)
- 1º marzo - Frank Teschemacher, clarinettista e sassofonista statunitense (n. 1906)
- 2 marzo - Angela della Croce, religiosa spagnola (n. 1846)
- 2 marzo - Guido Cacialli, basso italiano (n. 1874)
- 2 marzo - Giuseppe Ciancio, generale italiano (n. 1858)
- 3 marzo - Eugen d'Albert, pianista e compositore tedesco (n. 1864)
- 3 marzo - Joseph M. Brown, politico statunitense (n. 1851)
- 3 marzo - Enrico Alberto d'Albertis, navigatore, scrittore e etnologo italiano (n. 1846)
- 3 marzo - William Holden, attore statunitense (n. 1862)
- 3 marzo - Alfieri Maserati, pilota automobilistico e imprenditore italiano (n. 1887)
- 4 marzo - Ettore Cavalli, militare italiano (n. 1861)
- 4 marzo - James Henry Reynolds, medico e militare britannico (n. 1844)
- 5 marzo - Zéphirin Camélinat, operaio e politico francese (n. 1840)
- 5 marzo - Peder Kolstad, politico norvegese (n. 1878)
- 5 marzo - Jan Thorn Prikker, pittore olandese (n. 1868)
- 6 marzo - John Philip Sousa, compositore e direttore di banda statunitense (n. 1854)
- 7 marzo - Aristide Briand, politico e diplomatico francese (n. 1862)
- 7 marzo - Heinrich Clam-Martinic, politico austro-ungarico (n. 1863)
- 7 marzo - Luigi Donati, fisico e matematico italiano (n. 1846)
- 8 marzo - Kate Belinda Finn, scacchista inglese (n. 1864)
- 9 marzo - Thomas Joseph Shahan, vescovo cattolico statunitense (n. 1857)
- 10 marzo - Franco Berardelli, poeta italiano (n. 1908)
- 10 marzo - Paolo Boselli, politico italiano (n. 1838)
- 11 marzo - Dora Carrington, pittrice britannica (n. 1893)
- 11 marzo - Hermann Gunkel, biblista tedesco (n. 1862)
- 11 marzo - Pietro Polenghi, imprenditore italiano (n. 1852)
- 12 marzo - Ivar Kreuger, imprenditore e ingegnere svedese (n. 1880)
- 12 marzo - Ilias Vrioni, politico albanese (n. 1882)
- 13 marzo - Luigi Bolis, patriota italiano (n. 1841)
- 13 marzo - Pascal D'Angelo, poeta italiano (n. 1894)
- 14 marzo - George Eastman, imprenditore statunitense (n. 1854)
- 14 marzo - Frederick Jackson Turner, storico statunitense (n. 1861)
- 14 marzo - Rudolf Kalvach, artista boemo (n. 1883)
- 15 marzo - James Aguet, imprenditore svizzero (n. 1848)
- 15 marzo - Paul Marmottan, storico dell'arte e mecenate francese (n. 1856)
- 15 marzo - Friedrich Radszuweit, imprenditore, editore e scrittore tedesco (n. 1876)
- 17 marzo - Ettore Bocconi, imprenditore, mecenate e politico italiano (n. 1871)
- 17 marzo - Georg Brustad, ginnasta norvegese (n. 1892)
- 18 marzo - Harry Powers, serial killer olandese (n. 1893)
- 18 marzo - Friedrich Schur, matematico tedesco (n. 1856)
- 19 marzo - Edmond Barrett, lottatore, tiratore di fune e pesista britannico (n. 1877)
- 19 marzo - Gildaldo Bassi, fotografo italiano (n. 1852)
- 19 marzo - Richard Specht, musicologo, drammaturgo e paroliere austriaco (n. 1870)
- 20 marzo - Il'ja Ivanovič Ivanov, biologo russo (n. 1870)
- 21 marzo - Maurice Beaudier, calciatore francese (n. 1897)
- 21 marzo - Rama Varma XVI, principe indiano (n. 1858)
- 21 marzo - Henri Sauvage, architetto e designer francese (n. 1873)
- 22 marzo - Edgard Hérouard, zoologo francese (n. 1858)
- 22 marzo - Donduk Kuular, politico russo (n. 1888)
- 23 marzo - Boris Schatz, scultore lituano (n. 1867)
- 24 marzo - Motojirō Kajii, scrittore giapponese (n. 1901)
- 24 marzo - Frantz Reichel, dirigente sportivo, giornalista e rugbista a 15 francese (n. 1871)
- 24 marzo - Léopold Zborowski, scrittore, poeta e mercante d'arte polacco (n. 1889)
- 25 marzo - Harriet Backer, pittrice norvegese (n. 1845)
- 26 marzo - Michele Cantone, fisico italiano (n. 1857)
- 27 marzo - Vittorio Brondi, politico italiano (n. 1863)
- 28 marzo - Vigand Andreas Falbe-Hansen, economista e docente danese (n. 1841)
- 28 marzo - Crittenden Marriott, romanziere, sceneggiatore e regista statunitense (n. 1867)
- 29 marzo - Filippo Turati, politico, giornalista e politologo italiano (n. 1857)
- 30 marzo - Eduard Sievers, linguista e filologo tedesco (n. 1850)
- 31 marzo - Henry Greffulhe, nobile e politico francese (n. 1848)
- 31 marzo - Giuseppe Maselli-Campagna, avvocato, storico e bibliotecario italiano (n. 1860)
- 31 marzo - Eben Byers, golfista e imprenditore statunitense (n. 1880)

## Aprile(50)
- 1º aprile - Luigi Spandre, vescovo cattolico italiano (n. 1853)
- 2 aprile - Rose Coghlan, attrice britannica (n. 1851)
- 2 aprile - Thomas Jefferson, attore statunitense (n. 1856)
- 3 aprile - Carlo Favale, dirigente sportivo italiano (n. 1880)
- 4 aprile - Ottokar Czernin, diplomatico e politico austriaco (n. 1872)
- 4 aprile - Wilhelm Ostwald, chimico tedesco (n. 1853)
- 4 aprile - Vishvanath Singh, principe indiano (n. 1866)
- 5 aprile - María Blanchard, pittrice spagnola (n. 1881)
- 5 aprile - John Steppling, attore e regista tedesco (n. 1870)
- 6 aprile - Arthur Hoffmann, velocista e lunghista tedesco (n. 1887)
- 6 aprile - Max Lenz, storico tedesco (n. 1850)
- 6 aprile - Maria Dorotea d'Asburgo-Lorena, austriaca (n. 1867)
- 8 aprile - Attilio Longoni, pioniere dell'aviazione, giornalista e politico italiano (n. 1885)
- 8 aprile - Andreas Michelsen, ammiraglio tedesco (n. 1869)
- 9 aprile - Sophie Reimers, attrice norvegese (n. 1853)
- 10 aprile - Jean-François Heymans, farmacologo e fisiologo belga (n. 1859)
- 10 aprile - Michail Nikolaevič Pokrovskij, storico e funzionario sovietico (n. 1868)
- 12 aprile - Silvio Zambaldi, drammaturgo italiano (n. 1870)
- 13 aprile - Pierre Batcheff, attore francese (n. 1901)
- 13 aprile - Gustav Adolf Neuber, chirurgo tedesco (n. 1850)
- 14 aprile - Robert A. King, compositore e paroliere statunitense (n. 1862)
- 15 aprile - Donald Ryder Dickey, ornitologo statunitense (n. 1887)
- 17 aprile - Giuseppe Bordonzotti, architetto svizzero (n. 1877)
- 17 aprile - Antonino Di Giorgio, generale e politico italiano (n. 1867)
- 17 aprile - Patrick Geddes, biologo, sociologo e urbanista scozzese (n. 1854)
- 17 aprile - Julius Neubronner, chimico, inventore e fotografo tedesco (n. 1852)
- 18 aprile - Guascone Guasconi, militare e aviatore italiano (n. 1897)
- 19 aprile - William Cheyne, chirurgo e batteriologo britannico (n. 1852)
- 19 aprile - Baldo Rossi, medico e politico italiano (n. 1868)
- 20 aprile - Edgar Colle, scacchista belga (n. 1897)
- 20 aprile - Giuseppe Peano, matematico, logico e glottoteta italiano (n. 1858)
- 21 aprile - Edoardo Del Neri, pittore e incisore italiano (n. 1890)
- 21 aprile - Friedrich Gustav Piffl, cardinale e arcivescovo cattolico austriaco (n. 1864)
- 22 aprile - Umberto Cagni di Bu Meliana, nobile, ammiraglio e esploratore italiano (n. 1863)
- 22 aprile - Charles Clarke, generale inglese (n. 1839)
- 22 aprile - Alexander Fritz, scacchista tedesco (n. 1857)
- 22 aprile - Sándor Takács, scacchista ungherese (n. 1893)
- 23 aprile - Gustav Hegi, botanico svizzero (n. 1876)
- 23 aprile - Laura Kieler, scrittrice norvegese (n. 1849)
- 24 aprile - Julius Jolly, linguista e orientalista tedesco (n. 1849)
- 24 aprile - Sebastiano Moretti, poeta italiano (n. 1868)
- 24 aprile - Guglielmo Ranzi, letterato italiano (n. 1859)
- 25 aprile - Dalmazio Peano, presbitero italiano (n. 1846)
- 26 aprile - Guglielmo Andreoli, pianista, violinista e compositore italiano (n. 1862)
- 27 aprile - Hart Crane, poeta statunitense (n. 1899)
- 27 aprile - Pietro Fea, bibliografo e bibliotecario italiano (n. 1849)
- 27 aprile - Max Rubner, fisiologo e igienista tedesco (n. 1854)
- 28 aprile - Matteo Olivero, pittore e scultore italiano (n. 1879)
- 29 aprile - Louis Mercanton, regista cinematografico e sceneggiatore svizzero (n. 1879)
- 29 aprile - José Félix Uriburu, generale e politico argentino (n. 1868)

## Maggio(64)
- 1º maggio - Bonaventura Ibáñez, attore spagnolo (n. 1876)
- 1º maggio - Francesco Maria Raiti, vescovo cattolico italiano (n. 1864)
- 2 maggio - Emilio Hirzel, dirigente sportivo italiano
- 2 maggio - Frederik Hulswit, pallanuotista olandese (n. 1885)
- 2 maggio - Otto Jindra, militare e aviatore austro-ungarico (n. 1886)
- 3 maggio - Raimondo D'Aronco, architetto italiano (n. 1857)
- 3 maggio - Charles Fort, scrittore statunitense (n. 1874)
- 3 maggio - Berthold Wiese, filologo, critico letterario e traduttore tedesco (n. 1859)
- 3 maggio - Henri de Gaulle, funzionario e insegnante francese (n. 1848)
- 4 maggio - Paolo Ajroldi di Robbiate, dirigente d'azienda italiano (n. 1863)
- 4 maggio - José Mardones, cantante e basso spagnolo (n. 1868)
- 5 maggio - Hilda Clark, modella e attrice teatrale statunitense (n. 1872)
- 6 maggio - Guido Gregoletto, dirigente sportivo e calciatore italiano (n. 1879)
- 6 maggio - Ludwig Rottenberg, compositore e direttore d'orchestra austriaco (n. 1865)
- 6 maggio - Viktor Weber von Webenau, militare austro-ungarico (n. 1861)
- 7 maggio - Claudio Angelo Giuseppe Calabrese, vescovo cattolico italiano (n. 1867)
- 7 maggio - Paul Doumer, politico francese (n. 1857)
- 7 maggio - Pietro del Montenegro, montenegrino (n. 1889)
- 8 maggio - Louis Archinard, generale francese (n. 1850)
- 8 maggio - Secondo Franchi, ingegnere e geologo italiano (n. 1859)
- 8 maggio - Petăr Gudev, politico bulgaro (n. 1862)
- 8 maggio - Ellen Semple, geografa statunitense (n. 1863)
- 9 maggio - Thomas Hakon Grönwall, matematico svedese (n. 1877)
- 9 maggio - Emil Hertzka, editore musicale ungherese (n. 1869)
- 11 maggio - Juan Padrós, dirigente sportivo spagnolo (n. 1869)
- 12 maggio - Maurice de Féraudy, attore, commediografo e regista francese (n. 1859)
- 12 maggio - Corrado Rizzone Tedeschi, politico italiano (n. 1843)
- 12 maggio - Mario Trozzi, politico e sindacalista italiano (n. 1887)
- 13 maggio - Santi Bivona, medico, oculista e storico italiano (n. 1853)
- 14 maggio - Lule Warrenton, attrice e regista statunitense (n. 1862)
- 15 maggio - Henri Baur, tiratore di fune, lottatore e discobolo austriaco (n. 1872)
- 15 maggio - Eugenio Checchi, scrittore e giornalista italiano (n. 1838)
- 15 maggio - Inukai Tsuyoshi, politico giapponese (n. 1855)
- 15 maggio - Edward O'Connor, attore irlandese (n. 1862)
- 15 maggio - Edoardo Pantano, politico, patriota e scrittore italiano (n. 1842)
- 16 maggio - Franc Berneker, scultore sloveno (n. 1874)
- 16 maggio - Louise Dumont, attrice e direttrice teatrale tedesca (n. 1862)
- 17 maggio - Harold Wilson, mezzofondista britannico (n. 1885)
- 18 maggio - Juan Bautista Gaona, politico paraguaiano (n. 1845)
- 18 maggio - Émile Grumiaux, arciere francese (n. 1861)
- 19 maggio - Ivan Chudoleev, attore russo (n. 1875)
- 19 maggio - Edward Lawrence Levy, sollevatore, insegnante e scrittore britannico (n. 1851)
- 19 maggio - Charles Wallace Richmond, ornitologo statunitense (n. 1868)
- 19 maggio - Muriel Wheldale Onslow, chimica, biochimica e genetista britannica (n. 1880)
- 20 maggio - Bubber Miley, trombettista statunitense (n. 1903)
- 20 maggio - María Crescencia Pérez, religiosa argentina (n. 1897)
- 20 maggio - Eduardo Ximenes, illustratore e scrittore italiano (n. 1852)
- 21 maggio - Raoul Barré, fumettista e animatore canadese (n. 1874)
- 21 maggio - Marcel Boulenger, schermidore francese (n. 1873)
- 21 maggio - Franz Porten, cantante lirico, regista e attore tedesco (n. 1859)
- 22 maggio - Augusta Gregory, scrittrice e drammaturga irlandese (n. 1852)
- 22 maggio - Angelo Marchesan, religioso, storico e letterato italiano (n. 1859)
- 23 maggio - Robert Garbe, ingegnere meccanico tedesco (n. 1847)
- 24 maggio - Francesco Fulgenzio Lazzati, vescovo cattolico italiano (n. 1882)
- 24 maggio - Johann Baptist Moroder, scultore austriaco (n. 1870)
- 25 maggio - Franz von Hipper, ammiraglio tedesco (n. 1863)
- 27 maggio - Frank Ellis Bamford, generale statunitense (n. 1865)
- 27 maggio - Gennaro Manna, avvocato, giurista e politico italiano (n. 1861)
- 27 maggio - Ernst Rosenqvist, tiratore a segno finlandese (n. 1869)
- 28 maggio - Angelo De Vico, scultore italiano (n. 1853)
- 28 maggio - Jacqueline Marval, pittrice francese (n. 1866)
- 29 maggio - Ferdinand Kosak, generale austro-ungarico (n. 1856)
- 31 maggio - Emanuel Nobel, imprenditore svedese (n. 1859)
- 31 maggio - Augusto Vanzo, generale e politico italiano (n. 1861)

## Giugno(46)
- 2 giugno - Vincenzo Crescini, filologo italiano (n. 1857)
- 2 giugno - John Walter Gregory, geologo e esploratore britannico (n. 1864)
- 4 giugno - Luigi Pagliani, igienista italiano (n. 1847)
- 5 giugno - André Boillot, pilota automobilistico francese (n. 1891)
- 5 giugno - Mario Paniati, calciatore italiano (n. 1907)
- 6 giugno - Odoardo Jalla, editore e religioso italiano (n. 1856)
- 7 giugno - Emil Paur, direttore d'orchestra austriaco (n. 1855)
- 8 giugno - Antonio Chiaramonte Bordonaro, diplomatico italiano (n. 1877)
- 8 giugno - Janina Dłuska, pittrice e designer polacca (n. 1899)
- 8 giugno - Margaret Nevinson, docente e attivista britannica (n. 1858)
- 9 giugno - Albert von Ettingshausen, fisico tedesco (n. 1850)
- 9 giugno - Émile Friant, pittore francese (n. 1863)
- 9 giugno - George Reiffenstein, canottiere canadese (n. 1883)
- 9 giugno - Jules Ernest Renoux, pittore francese (n. 1863)
- 10 giugno - Orlando Bocchi, calciatore italiano (n. 1904)
- 11 giugno - Domenico Ridola, medico, politico e archeologo italiano (n. 1841)
- 12 giugno - Theo Heemskerk, politico olandese (n. 1852)
- 12 giugno - Nielsine Zehngraf, fotografa danese (n. 1848)
- 13 giugno - Erik Boström, tiratore a segno svedese (n. 1868)
- 14 giugno - Peter Adler Alberti, politico danese (n. 1851)
- 14 giugno - Beppe Ciardi, pittore italiano (n. 1875)
- 14 giugno - Amedeo Majeroni, illusionista italiano (n. 1871)
- 14 giugno - Niijima Yae, samurai, docente e infermiera giapponese (n. 1845)
- 15 giugno - Erwin Voit, medico e fisiologo tedesco (n. 1852)
- 16 giugno - Frederik van Eeden, psichiatra e scrittore olandese (n. 1860)
- 16 giugno - Guillaume Rémy, violinista e insegnante belga (n. 1856)
- 17 giugno - Domenico Bovone, antifascista italiano (n. 1903)
- 17 giugno - Charles Morice, calciatore inglese (n. 1850)
- 17 giugno - Angelo Pellegrino Sbardellotto, anarchico italiano (n. 1907)
- 19 giugno - Ernesto Pistoia, politico italiano (n. 1857)
- 21 giugno - Giulia Novelli, mezzosoprano italiana (n. 1859)
- 21 giugno - Major Taylor, pistard statunitense (n. 1878)
- 22 giugno - Abdullah al-Mu'tassim Billah di Pahang, sovrano malese (n. 1874)
- 24 giugno - Nahar Singh di Shahpura, principe indiano (n. 1855)
- 24 giugno - Ernst Põdder, generale estone (n. 1879)
- 25 giugno - Cesare Bertolotti, pittore italiano (n. 1854)
- 25 giugno - Howard Valentine, mezzofondista e velocista statunitense (n. 1881)
- 27 giugno - Louis Winslow Austin, fisico statunitense (n. 1867)
- 27 giugno - Paul Grawitz, patologo e medico tedesco (n. 1850)
- 27 giugno - Ernest Jouin, presbitero, scrittore e giornalista francese (n. 1844)
- 28 giugno - Maironis, poeta, presbitero e teologo lituano (n. 1862)
- 28 giugno - Sibylle Gabrielle Riqueti de Mirabeau, nobildonna e scrittrice francese (n. 1849)
- 28 giugno - Luigi Zappi Ceroni, imprenditore e politico italiano (n. 1854)
- 29 giugno - Jean Paul Vuillemin, micologo francese (n. 1861)
- 29 giugno - William Ward, II conte di Dudley, politico britannico (n. 1867)
- 30 giugno - Bruno Kastner, attore tedesco (n. 1890)

## Luglio(51)
- 1º luglio - Francesco Saverio Giardina, geografo e politico italiano (n. 1860)
- 2 luglio - Manuele II del Portogallo, re portoghese (n. 1889)
- 2 luglio - Ernald Scattergood, calciatore inglese (n. 1887)
- 3 luglio - Penelope Lawrence, docente britannica (n. 1856)
- 5 luglio - René-Louis Baire, matematico francese (n. 1874)
- 6 luglio - Alfred Cohn, regista e attore danese (n. 1867)
- 6 luglio - Kenneth Grahame, scrittore britannico (n. 1859)
- 6 luglio - Carlton S. King, attore e regista statunitense (n. 1888)
- 7 luglio - Aleksandr Grin, scrittore russo (n. 1880)
- 7 luglio - Carlo Liviero, vescovo cattolico italiano (n. 1866)
- 8 luglio - Leopold Baumhorn, architetto ungherese (n. 1860)
- 9 luglio - Paul-Émile Bel, calciatore francese (n. 1896)
- 9 luglio - King Camp Gillette, imprenditore e inventore statunitense (n. 1855)
- 11 luglio - Lucien Lesna, ciclista su strada e pistard francese (n. 1863)
- 11 luglio - Friedrich Vierhapper, esploratore e botanico austriaco (n. 1876)
- 12 luglio - Tomáš Baťa, imprenditore ceco (n. 1876)
- 12 luglio - Fergus Hume, scrittore britannico (n. 1859)
- 13 luglio - Jack Henderson, calciatore nordirlandese (n. 1844)
- 13 luglio - Dīmītrios Pappoulias, giurista greco (n. 1878)
- 15 luglio - Bahíyyih Khánum, persiana (n. 1846)
- 16 luglio - Giacomo Carabelli, arcivescovo cattolico italiano (n. 1886)
- 16 luglio - Rudolf Kraus, patologo e batteriologo ceco (n. 1868)
- 16 luglio - Maria Leopoldina Paolicchi, mezzosoprano e contralto italiano (n. 1854)
- 16 luglio - Herbert Plumer, I visconte Plumer, generale britannico (n. 1857)
- 17 luglio - Rasmus Rasmussen, attore norvegese (n. 1862)
- 17 luglio - Theodor Rosetti, politico e scrittore rumeno (n. 1837)
- 18 luglio - Jean Jules Jusserand, storico e diplomatico francese (n. 1855)
- 19 luglio - James Hamilton, calciatore nordirlandese (n. 1858)
- 20 luglio - Juan Anderson, calciatore argentino (n. 1872)
- 20 luglio - René Bazin, scrittore francese (n. 1853)
- 21 luglio - Alberto Castellani, linguista italiano (n. 1884)
- 22 luglio - Hugh Blair, compositore e organista inglese (n. 1864)
- 22 luglio - Reginald Fessenden, inventore canadese (n. 1866)
- 22 luglio - Felix Funke, militare tedesco (n. 1865)
- 22 luglio - Errico Malatesta, anarchico e scrittore italiano (n. 1853)
- 22 luglio - Janet Stancomb-Wills, politica britannica (n. 1853)
- 22 luglio - Roosje Vos, sindacalista e politica olandese (n. 1860)
- 22 luglio - Florenz Ziegfeld, impresario teatrale statunitense (n. 1867)
- 23 luglio - Giustino Fortunato, politico e storico italiano (n. 1848)
- 23 luglio - Alberto Santos-Dumont, pioniere dell'aviazione brasiliano (n. 1873)
- 25 luglio - Cyriel Buysse, scrittore belga (n. 1859)
- 26 luglio - Alberto del Bono, ammiraglio e politico italiano (n. 1856)
- 27 luglio - Adrian Birch, allenatore di calcio inglese (n. 1872)
- 27 luglio - Josephine Crowell, attrice canadese (n. 1859)
- 27 luglio - Gisella d'Asburgo-Lorena, nobildonna austriaca (n. 1856)
- 28 luglio - Marga Gil Roësset, scultrice, illustratrice e poetessa spagnola (n. 1908)
- 28 luglio - Aubrey Lyles, comico, attore e commediografo statunitense (n. 1884)
- 29 luglio - Carlo Santucci, avvocato e politico italiano (n. 1849)
- 30 luglio - Giovanni Borelli, politico, giornalista e militare italiano (n. 1867)
- 31 luglio - Alan Johnstone, diplomatico inglese (n. 1858)
- 31 luglio - Francesco Paolo Neglia, compositore e direttore d'orchestra italiano (n. 1874)

## Agosto(49)
- 1º agosto - Antoni Maria Alcover i Sureda, scrittore spagnolo (n. 1862)
- 2 agosto - Dan Brouthers, giocatore di baseball statunitense (n. 1858)
- 2 agosto - Ignaz Seipel, politico austriaco (n. 1876)
- 3 agosto - Giorgio Cicogna, scrittore e inventore italiano (n. 1899)
- 4 agosto - James Oppenheim, poeta, scrittore e editore statunitense (n. 1882)
- 5 agosto - John D. Batten, pittore, illustratore e incisore britannico (n. 1860)
- 5 agosto - John Paul Goode, cartografo statunitense (n. 1862)
- 5 agosto - Israël Querido, scrittore olandese (n. 1872)
- 6 agosto - Richard Reginald Goulden, scultore britannico (n. 1876)
- 6 agosto - Elio Modigliani, antropologo, esploratore e zoologo italiano (n. 1860)
- 8 agosto - Giovanni Bovi, politico italiano (n. 1856)
- 9 agosto - Sante Ceccherini, generale e schermidore italiano (n. 1863)
- 9 agosto - John Charles Fields, matematico canadese (n. 1863)
- 9 agosto - Graham Wallas, insegnante britannico (n. 1858)
- 11 agosto - Jan Trojgo, presbitero bielorusso (n. 1881)
- 13 agosto - Liang Zhenpu, insegnante cinese (n. 1863)
- 14 agosto - Christian Georg Schmorl, patologo tedesco (n. 1861)
- 16 agosto - Pietro Floridia, compositore italiano (n. 1860)
- 16 agosto - Francesco Giannattasio, magistrato e politico italiano (n. 1863)
- 18 agosto - Roberto Galletti, ingegnere italiano (n. 1879)
- 18 agosto - Louis Leubas, attore francese (n. 1869)
- 18 agosto - Hans Zenker, ammiraglio tedesco (n. 1870)
- 19 agosto - Louis Anquetin, pittore francese (n. 1861)
- 19 agosto - Johann Schober, politico austriaco (n. 1874)
- 19 agosto - Leone Wollemborg, economista, giornalista e politico italiano (n. 1859)
- 20 agosto - Vincenzo Librandi, scrittore italiano (n. 1867)
- 20 agosto - Gino Watkins, esploratore britannico (n. 1907)
- 20 agosto - Henri Wijnoldy-Daniëls, schermidore olandese (n. 1889)
- 21 agosto - Frederick Corder, musicista, compositore e musicologo britannico (n. 1852)
- 21 agosto - Lorenzo Coullaut Valera, scultore e illustratore spagnolo (n. 1876)
- 22 agosto - Crescentino Caselli, ingegnere e architetto italiano (n. 1849)
- 22 agosto - William Clegg, calciatore e politico inglese (n. 1852)
- 22 agosto - Marcello Consiglio, dirigente sportivo e calciatore italiano (n. 1894)
- 22 agosto - Raimondo Jaffei, vescovo cattolico italiano (n. 1847)
- 23 agosto - Umberto Montanari, militare e politico italiano (n. 1867)
- 24 agosto - Lauritz Kjær, tiratore a segno danese (n. 1852)
- 24 agosto - Marcellus Schiffer, grafico, pittore e librettista tedesco (n. 1892)
- 24 agosto - Väinö Siikaniemi, giavellottista finlandese (n. 1887)
- 25 agosto - Constantine Phipps, III marchese di Normanby, nobile inglese (n. 1846)
- 26 agosto - Ernesto Basile, architetto italiano (n. 1857)
- 27 agosto - Ursmer Berlière, teologo belga (n. 1861)
- 27 agosto - Oliver Dimon Kellogg, matematico statunitense (n. 1878)
- 28 agosto - Antonio Bruno, poeta e letterato italiano (n. 1891)
- 28 agosto - Virginie Hériot, velista francese (n. 1890)
- 29 agosto - William Valentine, arciere statunitense (n. 1867)
- 30 agosto - Willem Marinus van Rossum, cardinale e arcivescovo cattolico olandese (n. 1854)
- 30 agosto - Domizio Torrigiani, avvocato italiano (n. 1876)
- 31 agosto - Antonio Lella, calciatore italiano (n. 1905)
- 31 agosto - Lazzaro Pisani, pittore maltese (n. 1854)

## Settembre(51)
- 1º settembre - Irene Abendroth, soprano austriaco (n. 1872)
- 1º settembre - Guy Oliver, attore statunitense (n. 1878)
- 1º settembre - Bhim Shamsher Jang Bahadur Rana, politico nepalese (n. 1865)
- 3 settembre - Daniil Semënovič Ėl'men', imprenditore, economista e politico russo (n. 1885)
- 3 settembre - Pavlik Trofimovič Morozov, sovietico (n. 1918)
- 4 settembre - Leo Maduschka, alpinista, scrittore e germanista tedesco (n. 1908)
- 5 settembre - Paul Bern, regista, sceneggiatore e produttore cinematografico tedesco (n. 1889)
- 5 settembre - Károly Kaszala, aviatore austro-ungarico (n. 1894)
- 5 settembre - Francisco Acebal, scrittore e drammaturgo spagnolo (n. 1866)
- 6 settembre - Arsen Ghazikian, filologo, monaco cristiano e traduttore armeno (n. 1870)
- 6 settembre - Ariosto Neri, militare e aviatore italiano (n. 1906)
- 6 settembre - Augusto Vittorio Vecchi, storico, scrittore e marinaio italiano (n. 1842)
- 7 settembre - Georg von Waldersee, generale tedesco (n. 1860)
- 8 settembre - Christian von Ehrenfels, filosofo austriaco (n. 1859)
- 8 settembre - Alfonso Piccin, ciclista su strada e pistard italiano (n. 1901)
- 9 settembre - Alajos Szokoly, velocista, ostacolista e triplista ungherese (n. 1871)
- 10 settembre - Ovide Decroly, pedagogista, neurologo e psicologo belga (n. 1871)
- 13 settembre - Carl Johnson, lunghista statunitense (n. 1898)
- 14 settembre - John Dick, allenatore di calcio e calciatore scozzese (n. 1877)
- 14 settembre - Giuseppe Ferrario, ingegnere, cartografo e topografo italiano (n. 1877)
- 14 settembre - Charles H. Gabriel, compositore statunitense (n. 1856)
- 14 settembre - Pavel Timofeevič Gorgulov, assassino russo (n. 1895)
- 14 settembre - Robert de La Sizeranne, storico dell'arte francese (n. 1866)
- 15 settembre - Ercole Gaddi Pepoli, politico italiano (n. 1896)
- 16 settembre - Peg Entwistle, attrice britannica (n. 1908)
- 16 settembre - Ronald Ross, medico britannico (n. 1857)
- 17 settembre - Pietro Betta, architetto e urbanista italiano (n. 1878)
- 19 settembre - Manfredi Gravina, militare, diplomatico e pubblicista italiano (n. 1883)
- 19 settembre - Ludwig Piskaçek, ginecologo austriaco (n. 1854)
- 19 settembre - Bert St. John, tennista australiano (n. 1879)
- 20 settembre - Giacomo Gandi, pittore italiano (n. 1846)
- 20 settembre - Wovoka, religioso nativo americano
- 20 settembre - Napoleone Parisani, pittore italiano (n. 1854)
- 20 settembre - Max Slevogt, pittore tedesco (n. 1868)
- 21 settembre - Odoardo Giansanti, poeta italiano (n. 1852)
- 21 settembre - Maurice Holleaux, storico, archeologo e epigrafista francese (n. 1861)
- 22 settembre - Outram Bangs, zoologo statunitense (n. 1863)
- 23 settembre - Jules Chéret, pubblicitario e pittore francese (n. 1836)
- 24 settembre - Frants Buhl, orientalista e biblista danese (n. 1850)
- 24 settembre - Clive Dunfee, pilota automobilistico britannico (n. 1904)
- 24 settembre - Stu Stickney, golfista statunitense (n. 1877)
- 26 settembre - Anthony Paul Kelly, sceneggiatore e commediografo statunitense (n. 1897)
- 26 settembre - John Merlin Powis Smith, traduttore, biblista e orientalista britannico (n. 1866)
- 26 settembre - Pierre de Geyter, operaio e musicista belga (n. 1848)
- 28 settembre - Josef Fischer, calciatore austriaco (n. 1893)
- 28 settembre - Emil Orlik, pittore, fotografo e artigiano boemo (n. 1870)
- 28 settembre - Manuel Vieira de Matos, arcivescovo cattolico portoghese (n. 1861)
- 29 settembre - Émile van Ermengem, batteriologo e microbiologo belga (n. 1851)
- 29 settembre - Henry Innes-Ker, VIII duca di Roxburghe, nobile scozzese (n. 1876)
- 30 settembre - Francisco S. Carvajal, politico e avvocato messicano (n. 1870)
- 30 settembre - Constantin Coandă, politico e generale rumeno (n. 1857)

## Ottobre(48)
- 2 ottobre - Carl Seffner, scultore tedesco (n. 1861)
- 3 ottobre - Giulio Aristide Sartorio, pittore, scultore e scrittore italiano (n. 1860)
- 3 ottobre - Max Wolf, astronomo tedesco (n. 1863)
- 4 ottobre - Pericle Pagliani, maratoneta italiano (n. 1883)
- 6 ottobre - Lucien Laberthonnière, prete, filosofo e teologo francese (n. 1860)
- 9 ottobre - Karl Ritter von Goebel, botanico tedesco (n. 1855)
- 9 ottobre - Carmen de Burgos, scrittrice, giornalista e traduttrice spagnola (n. 1867)
- 10 ottobre - Jimmy Ferris, calciatore nordirlandese (n. 1894)
- 10 ottobre - Edward Marsh, canottiere statunitense (n. 1874)
- 10 ottobre - Arturo Tizzano, calciatore italiano (n. 1895)
- 11 ottobre - Kuno Klebelsberg, politico ungherese (n. 1875)
- 12 ottobre - Ioannis Chrysafis, ginnasta greco (n. 1873)
- 13 ottobre - Elbridgen Rand Herron, alpinista, letterato e musicista statunitense (n. 1902)
- 14 ottobre - Katherine Plunket, nobildonna, illustratrice e supercentenaria irlandese (n. 1820)
- 17 ottobre - Paulin Lemaire, ginnasta francese (n. 1882)
- 19 ottobre - Lindley Miller Garrison, politico statunitense (n. 1864)
- 20 ottobre - John Freitag, canottiere statunitense (n. 1877)
- 20 ottobre - Hermann Neisse, calciatore tedesco (n. 1889)
- 20 ottobre - Giovanni Battista Pirelli, imprenditore, ingegnere e politico italiano (n. 1848)
- 20 ottobre - Dorothy Snell, infermiera inglese (n. 1868)
- 21 ottobre - Geoffrey Feilding, generale inglese (n. 1866)
- 21 ottobre - Giulio Cesare Ferrari, psichiatra e psicologo italiano (n. 1867)
- 21 ottobre - Jan Mařák, violinista e insegnante cecoslovacco (n. 1870)
- 21 ottobre - Johannes Palaschko, compositore, violinista e violista tedesco (n. 1877)
- 21 ottobre - Maud Hamilton, nobile britannica (n. 1850)
- 21 ottobre - Silvio Poma, pittore italiano (n. 1840)
- 21 ottobre - Olga di Württemberg, duchessa tedesca (n. 1876)
- 22 ottobre - William Cazalet, tennista britannico (n. 1865)
- 22 ottobre - Anna Elizabeth Dickinson, docente, scrittrice e oratrice statunitense (n. 1842)
- 22 ottobre - Alfred Dobson, calciatore inglese (n. 1859)
- 23 ottobre - Filippo Castelli, pittore e decoratore italiano (n. 1859)
- 23 ottobre - Teodoro Cutolo, imprenditore italiano (n. 1862)
- 23 ottobre - Daniel Hernández Morillo, pittore peruviano (n. 1856)
- 26 ottobre - Margaret Brown, filantropa, attivista e attrice statunitense (n. 1867)
- 26 ottobre - Gilda Ruta, pianista e compositrice italiana (n. 1853)
- 27 ottobre - Sofia Egkastrōmenou, archeologa greca (n. 1852)
- 27 ottobre - Frédéric Georges Herr, generale francese (n. 1855)
- 27 ottobre - Robert Kurrle, direttore della fotografia statunitense (n. 1890)
- 28 ottobre - Luigi Bailo, presbitero italiano (n. 1835)
- 28 ottobre - Gustave Bémont, chimico francese (n. 1857)
- 29 ottobre - Joseph Babinski, neurologo francese (n. 1857)
- 29 ottobre - Hugh Fortescue, IV conte Fortescue, politico inglese (n. 1854)
- 29 ottobre - Giulio Padulli, imprenditore e politico italiano (n. 1869)
- 30 ottobre - David Hartford, regista, attore e produttore cinematografico statunitense (n. 1873)
- 30 ottobre - Harold McGrath, scrittore e sceneggiatore statunitense (n. 1871)
- 30 ottobre - Paul Methuen, III barone Methuen, nobile e generale britannico (n. 1845)
- 31 ottobre - Ali Rıza Pascià, militare e politico ottomano (n. 1860)
- 31 ottobre - Arturo Ferrari, pittore italiano (n. 1861)

## Novembre(46)
- 2 novembre - Carlos Maia Pinto, politico e militare portoghese (n. 1866)
- 2 novembre - Bob Milne, calciatore nordirlandese (n. 1870)
- 4 novembre - Nagm al-Saltanah, principessa persiana (n. 1853)
- 4 novembre - Belle Bennett, attrice statunitense (n. 1891)
- 4 novembre - Adolfo Ferrari, politico italiano (n. 1860)
- 4 novembre - William Rawson, calciatore sudafricano (n. 1854)
- 4 novembre - Salomon Reinach, archeologo e storico francese (n. 1858)
- 6 novembre - Erasmo Piaggio, imprenditore, armatore e banchiere italiano (n. 1845)
- 7 novembre - Gottfried von Hohenlohe-Schillingsfürst, militare, diplomatico e politico austriaco (n. 1867)
- 7 novembre - Tiziano Pagan de Paganis, pittore italiano (n. 1858)
- 8 novembre - Maksimilian Aleksandrovič Vološin, poeta russo (n. 1877)
- 9 novembre - Nadežda Sergeevna Allilueva, russa (n. 1901)
- 9 novembre - Rudolf Bauer, discobolo ungherese (n. 1879)
- 9 novembre - Basil Spalding de Garmendia, tennista statunitense (n. 1860)
- 11 novembre - Augusto Murri, medico e politico italiano (n. 1841)
- 12 novembre - Dugald Clerk, inventore, ingegnere e progettista britannico (n. 1854)
- 12 novembre - Alessandro Tonini, ingegnere italiano (n. 1885)
- 13 novembre - Francisco Lagos Cházaro, politico messicano (n. 1878)
- 14 novembre - Fred LeRoy Granville, direttore della fotografia e regista australiano (n. 1896)
- 15 novembre - Robert Somers Brookings, mercante e filantropo statunitense (n. 1850)
- 16 novembre - Hermanis Matisons, scacchista e compositore di scacchi lettone (n. 1894)
- 18 novembre - Jay Hunt, regista, attore cinematografico e sceneggiatore statunitense (n. 1855)
- 18 novembre - Élie de Lastours, schermidore e tennista francese (n. 1874)
- 19 novembre - Teariimaevarua III, regina (n. 1871)
- 19 novembre - Nicola Vacchelli, ufficiale, geografo e politico italiano (n. 1870)
- 20 novembre - Girolamo Apolloni, presbitero italiano (n. 1865)
- 20 novembre - Carlo Beni, avvocato, naturalista e politico italiano (n. 1849)
- 20 novembre - Fatma Sultan, principessa ottomana (n. 1879)
- 20 novembre - Gottfried Hofer, pittore austriaco (n. 1858)
- 20 novembre - Frederick Yates, scacchista inglese (n. 1884)
- 21 novembre - Alessandro Anselmi, patriota e politico italiano (n. 1848)
- 21 novembre - Pietro Bonfante, giurista italiano (n. 1864)
- 21 novembre - Filippo Cavallini, avvocato, politico e imprenditore italiano (n. 1851)
- 21 novembre - Annibale De Lotto, scultore italiano (n. 1877)
- 22 novembre - William Walker Atkinson, giurista e filosofo statunitense (n. 1862)
- 22 novembre - Miguel Dellavalle, calciatore argentino (n. 1898)
- 23 novembre - Charles James William Grant, militare britannico (n. 1861)
- 24 novembre - Ernesto Martinez, militare, ingegnere navale e politico italiano (n. 1844)
- 25 novembre - Karl Grünberg, patologo tedesco (n. 1875)
- 25 novembre - Fritz Riemann, scacchista tedesco (n. 1859)
- 25 novembre - John Williams, militare britannico (n. 1857)
- 26 novembre - Willy Schütz, calciatore lussemburghese (n. 1903)
- 28 novembre - Vincenzo Sellaro, medico italiano (n. 1868)
- 29 novembre - Frank Dixon, giocatore di lacrosse canadese (n. 1878)
- 29 novembre - Agide Jacchia, flautista, compositore e direttore d'orchestra italiano (n. 1875)
- 29 novembre - Emilio Longoni, pittore italiano (n. 1859)

## Dicembre(50)
- 3 dicembre - Gaby Angelini, aviatrice italiana (n. 1911)
- 3 dicembre - Girolamo Orefici, politico e avvocato italiano (n. 1867)
- 4 dicembre - Gustav Meyrink, scrittore, traduttore e banchiere austriaco (n. 1868)
- 6 dicembre - Eugène Brieux, scrittore francese (n. 1858)
- 6 dicembre - Arvid Fagrell, calciatore svedese (n. 1888)
- 6 dicembre - Enrico Fruch, poeta italiano (n. 1873)
- 6 dicembre - Arnold Luschin, numismatico austriaco (n. 1841)
- 6 dicembre - Alessandro di Oldenburg, principe tedesco (n. 1844)
- 7 dicembre - Emil Hasler, calciatore svizzero (n. 1883)
- 8 dicembre - Gertrude Jekyll, artista e scrittrice britannica (n. 1843)
- 9 dicembre - Isa ibn Ali Al Khalifa, sovrano bahreinita (n. 1848)
- 9 dicembre - Begum Rokeya, scrittrice indiana (n. 1880)
- 11 dicembre - Lyda Judson Hanifan, sociologo statunitense (n. 1879)
- 13 dicembre - Jack Flett, giocatore di lacrosse canadese (n. 1871)
- 13 dicembre - William Jacob Holland, paleontologo, zoologo e entomologo statunitense (n. 1848)
- 13 dicembre - Ahmed Shawqi, poeta e drammaturgo egiziano (n. 1869)
- 14 dicembre - Dario Lupi, politico italiano (n. 1876)
- 14 dicembre - Damiano Macaluso, fisico italiano (n. 1845)
- 15 dicembre - Josip Vancaš, architetto austro-ungarico (n. 1859)
- 16 dicembre - Emmanuel Rougier, missionario e imprenditore francese (n. 1864)
- 17 dicembre - Giuseppe Bellini, avvocato e politico italiano (n. 1862)
- 17 dicembre - Charles Winckler, tiratore di fune danese (n. 1867)
- 18 dicembre - Eduard Bernstein, politico, filosofo e scrittore tedesco (n. 1850)
- 18 dicembre - Fredrik Lilljekvist, architetto svedese (n. 1863)
- 19 dicembre - Clarence Whitehill, basso-baritono statunitense (n. 1871)
- 21 dicembre - William McCrum, calciatore irlandese (n. 1865)
- 21 dicembre - Oliviero Vojak, calciatore italiano (n. 1911)
- 22 dicembre - Giuseppe Di Stefano Napolitani, politico italiano (n. 1861)
- 22 dicembre - Giuseppe Padulli, scacchista italiano (n. 1898)
- 22 dicembre - JL Roop, animatore e scultore statunitense (n. 1869)
- 23 dicembre - Ugo Coccia, politico, giornalista e antifascista italiano (n. 1895)
- 23 dicembre - Aleksandr Mitrofanovič Stopani, rivoluzionario e politico russo (n. 1871)
- 24 dicembre - Eyvind Alnæs, musicista norvegese (n. 1872)
- 24 dicembre - Nikolaj Andreevič Andreev, scultore e designer russo (n. 1873)
- 24 dicembre - Jarl Waldemar Lindeberg, matematico e statistico finlandese (n. 1876)
- 25 dicembre - Vincenzo Appiani, pianista e compositore italiano (n. 1850)
- 26 dicembre - Dina Barberini, soprano italiana (n. 1862)
- 26 dicembre - Paolo Enriques, zoologo italiano (n. 1878)
- 26 dicembre - Charles Girault, architetto francese (n. 1851)
- 27 dicembre - Arvid Järnefelt, giudice e scrittore finlandese (n. 1861)
- 28 dicembre - Patrick Bakker, pittore olandese (n. 1910)
- 28 dicembre - Will Davis, pistard francese (n. 1877)
- 28 dicembre - Alfred Kappelmacher, filologo classico austriaco (n. 1876)
- 28 dicembre - Marija Preobraženskaja, alpinista russa (n. 1863)
- 28 dicembre - Maurice Taillandier, schermidore francese (n. 1881)
- 28 dicembre - Malcolm Whitman, tennista statunitense (n. 1877)
- 29 dicembre - Quintino Quagliati, archeologo, paleontologo e museologo italiano (n. 1869)
- 29 dicembre - Simon Telkes, scrittore, statistico e attivista ungherese (n. 1845)
- 30 dicembre - Daisy de Melker, infermiera e assassina seriale sudafricana (n. 1886)
- 30 dicembre - Mario Gargiulo, produttore cinematografico, sceneggiatore e regista cinematografico italiano (n. 1880)

## Senza giorno specificato(66)
- Oscar Adler, medico tedesco (n. 1879)
- Vittorio Alinari, fotografo italiano (n. 1859)
- Salvador Allende Castro, avvocato e politico cileno (n. 1871)
- Carlo Annaratone, medico italiano (n. 1865)
- André Baillon, scrittore belga (n. 1875)
- Felice Barazzutti, pittore italiano (n. 1857)
- George Barbier, pittore e illustratore francese (n. 1889)
- George Barrow, geologo scozzese (n. 1853)
- Valentina Bartolomasi, soprano italiano (n. 1889)
- Stephan Bibrowski, circense polacco (n. 1891)
- Karl Blossfeldt, fotografo, scultore e insegnante tedesco (n. 1865)
- Umberto Bottazzi, pittore, illustratore e ceramista italiano (n. 1865)
- Léon Bouly, inventore francese (n. 1872)
- Dmitrij Buchoveckij, regista cinematografico, sceneggiatore e attore russo (n. 1895)
- Gabino Bugallal Araújo, politico spagnolo (n. 1861)
- François-Rupert Carabin, scultore francese (n. 1862)
- Luigi Cesana, giornalista e editore italiano (n. 1851)
- Anatole Chauffard, medico francese (n. 1855)
- Ernest Ellis Clark, artista inglese (n. 1869)
- Umberto Ferrigni, avvocato, giornalista e commediografo italiano (n. 1866)
- Cesare Augusto Corradini, architetto italiano (n. 1860)
- Camillo Crespi Balbi, architetto italiano (n. 1860)
- Walter Duncan, pittore britannico (n. 1848)
- Giacomo Facchinetti, esploratore italiano (n. 1897)
- Charles Fayod, pittore svizzero (n. 1857)
- Giovanni Battista Fedolfi, patriota e musicista italiano (n. 1845)
- Ugo Finozzi, illustratore italiano (n. 1874)
- Martin Flack, medico e fisiologo inglese (n. 1882)
- Giuseppe Foderaro, ingegnere italiano (n. 1856)
- Vera Gedrojc, medica russa (n. 1870)
- Charles Gide, economista francese (n. 1847)
- Arthur Hill, attore teatrale e regista britannico (n. 1875)
- Claude C. Hopkins, pubblicitario statunitense (n. 1866)
- Italo Nunes Vais, pittore italiano (n. 1860)
- Kenneth J. Grant, missionario canadese (n. 1839)
- Amilcare Lauria, scrittore italiano (n. 1854)
- Fernand Le Quesne, pittore francese (n. 1856)
- Gerolamo Lo Savio, regista italiano (n. 1857)
- Giovanni Meritani, politico italiano (n. 1851)
- Vincenzo Miceli, giurista italiano (n. 1858)
- Sophus Michaëlis, romanziere, poeta e drammaturgo danese (n. 1865)
- Edoardo Monteforte, pittore italiano (n. 1849)
- Ernesto Narcisi, ingegnere italiano (n. 1852)
- Iacob Negruzzi, scrittore rumeno (n. 1843)
- Carolina Nunes Vais, docente italiana (n. 1856)
- Viktor Pavlenko, politico e militare ucraino (n. 1886)
- Benvenuto Pelà, agricoltore e politico italiano (n. 1894)
- Leónidas Plaza Gutiérrez, politico ecuadoriano (n. 1865)
- Armand Point, pittore francese (n. 1860)
- Vincenzo Pritelli, architetto e ingegnere italiano (n. 1858)
- Rama Varma XV, principe indiano (n. 1852)
- Anna Suffía Rasmussen, educatrice e pedagogista faroese (n. 1876)
- Cecil Reddie, pedagogista inglese (n. 1858)
- Aleksej Vasil'evič Rekeev, religioso, traduttore e missionario russo (n. 1848)
- Joseph Rickaby, presbitero e filosofo inglese (n. 1845)
- Preah Botumthera Som, scrittore cambogiano (n. 1852)
- Spiridon Stais, tiratore a segno greco (n. 1859)
- Guglielmo Stocco, scrittore italiano (n. 1886)
- James Sutherland, scrittore scozzese (n. 1872)
- Andrea Tavernier, pittore italiano (n. 1858)
- Fred Manville Taylor, economista statunitense (n. 1855)
- Rosalia Tobia, modella e cuoca italiana (n. 1860)
- Raoul André Ulmann, pittore francese (n. 1867)
- Gottardo Valentini, pittore e decoratore italiano (n. 1862)
- André de Crozals, micologo francese (n. 1861)
- Adelaide del Balzo Pignatelli, educatrice, scrittrice e filantropa italiana (n. 1843)